# Fimber
Fimber – wieś w Anglii, w hrabstwie East Riding of Yorkshire. Leży 38 km na północny zachód od miasta Hull i 283 km na północ od Londynu. W 2001 miejscowość liczyła 91 mieszkańców.